# 물리학 선망
물리학 선망(영어: physics envy)은 철학, 인문학, 사회과학, 경영학, 소프트사이언스, 자유과 등에서 활동하는 학자들의 저술 및 연구를 비판하는 용어이다. 물리학 등의 자연과학처럼 '철저하게' 보이기 위해 복잡한 특수용어와 수학을 과도하게 사용했다고 주장한다.

## 배경
물리학은 아이작 뉴턴의 『프린키피아』 이후 놀라운 "수학화"에 성공했으며, 이는 다른 학문 분야들에서 균등하게 발견되지 않는 현상이다. 물리학 선망은 물리학의 수학적 정확성에 대해 다른 분야의 학자들이 (진짜이든 가짜이든) 느끼는 선망을 의미한다. 이는 개념을 수학으로 표현하려고 시도하는 학문들(일반적으로 사회과학과 자유과)에 대해 제기되는 비난이며, 부당한 환원주의로 간주된다.
진화생물학자인 에른스트 마이어는 저서 『What Makes Biology Unique?』에서 생물학을 수학으로 설명할 수 없다는 문제에 대해 다룬다. 노엄 촘스키는 "Mysteries of Nature: How Deeply Hidden"에서 수학을 통해 설명하는 능력과 바람직함에 대해 논한다. 촘스키는 형식과학인 이론언어학 분야에 광범위하게 기여한 학자이다.

## 예시
사회과학은 물리학에 대한 열등감을 지적 받아왔다. 예를 들어, 실증주의자들은 자연과학이 사회과학에 적용될 수 있다는 잘못된 이미지를 가지고 있다. 이러한 현상은 알프레드 챈들러의 전략 구조 모델에서 입증된 것처럼 경영전략론 연구에도 존재한다. 이 프레임워크는 기업이 전략을 실행할 구조를 만들기 위해 환경을 평가해야 한다고 주장한다. 또한 그는 "수학, 물리학, 공학 졸업생과 비즈니스 전략 패러다임을 체계화하는 작업 사이"에는 밀접한 연관성이 있다고 주장했다.

## 같이 보기
- 과학주의
- 생물학철학
- 물리학의 철학
- 과학철학
- 환원주의
- 수학의 불합리한 비효율성